# Per Schwab
Per Eigil Schwab, född 17 augusti 1911 på Ornö i Stockholms län, död 1971, var en svensk-norsk målare, teaterdekoratör och teaterchef. 
Han var son till konstnärerna Eigil Schwab och Anna Axén. Han var gift första gången 1937–1942 med Astrid Leikvang (barnlöst) och andra gången från 1944 med Thora Christensen samt far till Per Eigil och Tine. Schwab studerade måleri vid Konsthögskolan 1928–1933 och under studieresor till Tyskland, Frankrike England och Italien 1933–1934. Han anställdes som teaterdekoratör vid Den Nationale Scene i Bergen 1934 där han var verksam fram till 1961 och från 1952 till 1961 var han teaterchef där. Han var från 1961 och fram till sin död anställd som chefsdekoratör vid Nationaltheatret i Oslo. Under sin akademitid deltog han med landskapsmålningar i utställningar arrangerade av Sveriges allmänna konstförening och i en utställning på PUB 1934. Han rekommenderades av Isaac Grünewald och Per Lindberg som scendekoratör till Hans Jacob Nilsen i Bergen och hans första uppdrag där blev att utföra allt scenografiskt arbete för Pär Lagerkvists Bödeln dekoren återanvändes när pjäsen sattes upp i London 1935. Vid sidan av sin fasta anställning utförde han även scendekorationer för andra teatrar bland annat skapade han dekoren till Läderlappen som sattes upp på Den norske opera 1961. Han verkade även som bokillustratör och teckningarna i Samuel Pepys Min hemmelige dagbok tillhör hans mest kända arbeten i den genren.